# Sir Alice
 (août 2019).
Si vous disposez d'ouvrages ou d'articles de référence ou si vous connaissez des sites web de qualité traitant du thème abordé ici, merci de compléter l'article en donnant les références utiles à sa vérifiabilité et en les liant à la section « Notes et références ».
 (février 2023).
La mise en forme du texte ne suit pas les recommandations de Wikipédia : il faut le « wikifier ».
Les points d'amélioration suivants sont les cas les plus fréquents. Le détail des points à revoir est peut-être précisé sur la page de discussion.
- Les titres sont pré-formatés par le logiciel. Ils ne sont ni en capitales, ni en gras.
- Le texte ne doit pas être écrit en capitales (les noms de famille non plus), ni en gras, ni en italique, ni en « petit »…
- Le gras n'est utilisé que pour surligner le titre de l'article dans l'introduction, une seule fois.
- L'italique est rarement utilisé : mots en langue étrangère, titres d'œuvres, noms de bateaux, etc.
- Les citations ne sont pas en italique mais en corps de texte normal. Elles sont entourées par des guillemets français : « et ».
- Les listes à puces sont à éviter, des paragraphes rédigés étant largement préférés. Les tableaux sont à réserver à la présentation de données structurées (résultats, etc.).
- Les appels de note de bas de page (petits chiffres en exposant, introduits par l'outil «  Source ») sont à placer entre la fin de phrase et le point final[comme ça].
- Les liens internes (vers d'autres articles de Wikipédia) sont à choisir avec parcimonie. Créez des liens vers des articles approfondissant le sujet. Les termes génériques sans rapport avec le sujet sont à éviter, ainsi que les répétitions de liens vers un même terme.
- Les liens externes sont à placer uniquement dans une section « Liens externes », à la fin de l'article. Ces liens sont à choisir avec parcimonie suivant les règles définies. Si un lien sert de source à l'article, son insertion dans le texte est à faire par les notes de bas de page.
- La présentation des références doit suivre les conventions bibliographiques. Il est recommandé d'utiliser les modèles {{Ouvrage}}, {{Chapitre}}, {{Article}}, {{Lien web}} et/ou {{Bibliographie}}. Le mode d'édition visuel peut mettre en forme automatiquement les références.
- Insérer une infobox (cadre d'informations à droite) n'est pas obligatoire pour parachever la mise en page.

Pour une aide détaillée, merci de consulter Aide:Wikification.
Si vous pensez que ces points ont été résolus, vous pouvez retirer ce bandeau et améliorer la mise en forme d'un autre article.
Alice Daquet, dite Sir Alice, est une auteure-compositrice-interprète et artiste performeuse française. Outre son activité musicale, elle produit des travaux vidéos, photos et installations d'art contemporain. 

## Biographie
Elle grandit à Aulnay-sous-Bois et apprend la musique dans un groupe de punk à 14 ans. 
Alice étudie les sciences cognitives et sera chercheuse en perception et cognition musicale à l’IRCAM,. 
Lors d'une année d'études à Londres, elle compose, écrit et enregistre son premier projet solo. En 2002 elle est la première artiste à signer sur le label Tigersushi et sort son premier vinyl "n°1" sous le nom de Sir Alice en 2003. Elle rencontre la chorégraphe Julie Nioche et entame alors une longue collaboration. 
Après deux albums (n°2 et ?/ Tigersushi) dans un style électro, elle entame un virage pop pour l’album Isle of You sorti en 2012 (Pan European Recoring/Sony).
Sir Alice réalise des expositions photos et vidéos et met en scène son propre corps. Après avoir exposé à la fondation Cartier en 2005, Alice réalise une performance de 10 heures sans interruption aux Nuits Blanches de Paris ou de Metz en 2009. Elle présente sa première exposition personnelle au Consortium, musée d'art contemporain de Dijon en 2008. Une partie de ces œuvres sera exhibée pour l'exposition Musique/Plastique d'Agnès b. Elle participera également au texte du catalogue avec le professeur de Sciences cognitives Charles Tijus.  En 2009, elle monte sur la scène du Centre Pompidou et en 2014 en collaboration avec le styliste Bernhard Willhelm.
En 2016, elle écrit AVE MARIA pour orchestre classique mezzo-soparno et soprano, commande de l'Orchestre Avignon-Provence.
En 2016, elle apparaît en tant qu'actrice dans le film Victoria,.
Dans le domaine du spectacle vivant, entre autres, elle crée "(Untilted) Humpty Dumpty" avec la chorégraphe Italienne Cristina Kristal Rizzo commande des sujets à vif pour le festival d'Avignon. En 2018, elle écrit la musique du projet de Renaud Herbin At the still point of the turning world qu'elle interprète sur scène au chant et à la cithare. Pour le festival Concordanse, elle collabore avec l'écrivaine Gwenaelle Aubry. En 2020, elle compose avec Alexandre Meyer, la musique du projet de Julie Nioche "Vague intérieur Vague".

## Musique

### Discographie
- 2003 : "n°1" maxi vinyl - Kwaidan / Tigersushi
- 2003 : "je, tu, nous", remix de Nini Raviolette - Kwaidan / Tigersushi
- 2004 : "n°2" mini-album - Kwaidan / Tigersushi
- 2006 : "?" album - Kwaidan / Tigersushi
- 2009 : "The Queen©", album - non édité
- 2010 : "For the Birds" Vinyl - PanEuropeanRecording
- 2011 : "Viva and the Diva" EP - Les airs à vif
- 2012 : "Isle of You" - PanEuropeanRecording/SONY
- 2014 : "Sakura" EP - Le Petit Trianon
- 2020 : "XXY" EP - Le Petit Trianon

### Commande
- 2008 : Triptyque à l’Enfance désastreuse, Ensemble Integral, Hambourg
- 2008 : Pièce sonore extérieure du Chanel Mobile Art, pour Soundwalk Collective
- 2009 : How to disappear completely, pour une installation photos de Dorothée Smith
- 2013 : Les Fils du vent avec Soundwalk Collective, Atelier de la Création, Radio France
- 2017 : Ave Maria, Orchestre Régional Avignon Provence, Avignon

### Featuring
- 2004 : Power Members only, Avril (F-com)
- 2004 : Psyche, Nouvelle Vague (Peace Frog)
- 2005 : Blue Cold Sky, Romain Kronenberg. Zerojardins
- 2007 : S-08 et S-10, dp-S Conjecture, Patrick Pulsinger et Werner Dafeldecker (Cheap record)
- 2011 : Chamo, Guillaume Perret and the Electric Epic (Tzadik)

### Collaboration musique et performance
- 2003 : XX with Alice, de Julie Nioche
- 2004 : Je Ne, de Rachid Ouramdane, texte Daniel Danis (Théâtre de la Colline, Paris)
- 2005 : H2ONaCl, de Julie Nioche
- 2006 : Improvisation musicale avec Patrick Pulsinger et Werner Dafeldecker (Bregenz Festspiele, Autriche)
- 2007 : Héroïnes, création avec Julie Nioche
- 2009 : Britain, création avec Romain Kronenberg (Villa Kujoyama, Japon)
- 2009 : No Matter, de Julie Nioche. (Beppu Art Festival, Japon)
- 2010 : Ce que nous sommes, de Radhouane El Meddeb
- 2017 : (Untilted) Humpty Dumpty, création avec Cristina Kristal Rizzo. (Sujets à Vifs, Festival d’Avignon, SACD)
- 2018 : La taille de nos âmes, création avec Julie Nioche et Gwenaëlle Aubry. (Festival Concordanse)
- 2018 : At the still point of the turning world, de Renaud Herbin
- 2019 : Vague intérieur Vague, de Julie Nioche

## Art
- 2004 : Trip(e), Installation sonore @Vooruit, Gand, Belgique
- 2005 : Trip(e), Installation et Sir Alice, Performance @J’en rêve, Fondation Cartier, Paris
- 2005 : Sir Alice, Performance @ Tokyo wonder site, Japon
- 2006 : Sir Alice, Performance @Festival Observatori, Musée d’Art Moderne, Valence, Espagne
- 2006 : Le Bleu du Ciel, Performance @Nuit Blanche, Paris
- 2006 : Sir Alice, Performance/ Décor de Ronan et Erwan Bouroullec @Café de la Danse, Paris
- 2007 : Jesus wouldn’t’ like it, Performance et Rabbithole, Installation vidéo @4X4, Tromso, Norvège
- 2008 : Nexus, Performance @Agora, Théâtre National d’Evry, France
- 2008 : Solo exhibition @Consortium, Centre d’Art Contemporain, Dijon, France
- 2009 : The Queen ©, Performance @Centre Georges Pompidou, Paris
- 2009 : Sir Alice, Performance/ Masques Alain Mikli @International Cinema festival, Tokyo, Japon
- 2009 : Marcelle, Performance @Nuit Blanche, Metz
- 2009 : Unlucky, Performance @Trama festival, Porto, Portugal
- 2009 : Fishnet, Performance @Circus 2010, Linz, Autriche
- 2010 : Times End, Installation vidéo @Voies-Off Festival, “Rencontres Internationales de la Photographie”, Arles
- 2010 : No man’s Land, installation vidéo et 11/09, sculptures du Pli Français @ Ambassade de France, Tokyo, Japon
- 2011 : Installation vidéo and photo @Musique/Plastique, Galerie du Jour Agnès b., Paris
- 2012-2013 : Wild Concert, Performance @Paris
- 2014 : Fantastisher Pessimismus Performance/ Costumes Bernhard Willhelm, @Centre Georges Pompidou, Paris
- 2014 : De l’autre côté du miroir, Performance @Cité Internationale des arts, Paris
- 2014 : A mort, Installation sonore @ Bande Originale, MU
- 2015 : Un trou, Performance @L’atelier des vertus, Paris

## Filmographie
(février 2023).

### Réalisation
- 2007 : Rabbithole. 4X4, Tromsø, Norvège
- 2008 : Satire. Anna Sanders Films
- 2010 : Time’s End. Le Petit Trianon
- 2011 : No Man’s Land, Le Pli Français. Institut Français, Japon
- 2014 : Supernova, clip de Sir Alice, Julysse 31. Le Petit Trianon
- 2015 : Nothing I could say, clip de Alice Lewis, Julysse31. Kwaidanrecords
- 2020 : XXY, clip de Sir Alice, Julysse 31. Le Petit Trianon

### Actrice
- 2017 : Victoria. Ecce Films
- 2018 : Le ciel étoilé au-dessus de ma tête. Bathysphere

## Bourse et résidence
- 2005 : Art Numérique avec Nadia Micault. Fondation Jean-Luc Lagardère
- 2006 : DICREAM. Ministère de la Culture
- 2007 : 4X4. Tromsø, Norvège
- 2010 : Villa Médicis hors les Murs. Culture France, Ministère de La Culture
- 2010-12 : Résidence. Cité Internationale des Arts, Paris
- 2012 : DICREAM. Ministère de la Culture